# Куари

Коари на карте штата.

Куа́ри (порт. Coari) — муниципалитет в Бразилии, входит в штат Амазонас. Составная часть мезорегиона Центр штата Амазонас. Входит в экономико-статистический микрорегион Коари. Население составляет 75 965 человек на 2010 год. Занимает площадь 57 976,07 км². Плотность населения — 1,31 чел./км².

## История
Город основан в 1874 году.

## Границы
Муниципалитет граничит: 
- на северо-востоке —  муниципалитет Кодажас
- на востоке —  муниципалитет Анори
- на юге —  муниципалитет Тапауа
- на западе —  муниципалитеты Мараан, Тефе

## Демография
Согласно сведениям, собранным в ходе переписи 2010 г. Национальным институтом географии и статистики (IBGE), население муниципалитета составляет:
| Полное население                               | Полное население                               | Полное население                               | Полное население                               | 75 965 |
| ---------------------------------------------- | ---------------------------------------------- | ---------------------------------------------- | ---------------------------------------------- | ------ |
| в том числе:                                   | Городское население                            | 49 651                                         | Процент городского населения, %                | 65,36  |
|                                                | Сельское население                             | 26 314                                         | Процент сельского населения, %                 | 34,64  |
|                                                | Мужское население                              | 39 476                                         | Процент мужского населения, %                  | 51,97  |
|                                                | Женское население                              | 36 489                                         | Процент женского населения, %                  | 48,03  |
| Плотность населения, чел/км²                   | Плотность населения, чел/км²                   | Плотность населения, чел/км²                   | Плотность населения, чел/км²                   | 1,31   |
| Население муниципалитета в % к населению штата | Население муниципалитета в % к населению штата | Население муниципалитета в % к населению штата | Население муниципалитета в % к населению штата | 2,18   |

По данным оценки 2015 года, население муниципалитета составляет 83 078 жителей.

## Важнейшие населенные пункты
| № | Населённый пункт | Населённый пункт (порт.) | Категория | Население чел. (2010) | На карте                       |
| - | ---------------- | ------------------------ | --------- | --------------------- | ------------------------------ |
| 1 | Куари            | Coari                    | город     | 49 651                | 4°05′16″ ю. ш. 63°08′32″ з. д. |
| 2 | Лауру-Содре      | Lauro Sodré              | поселок   | 619                   | 3°51′26″ ю. ш. 62°35′28″ з. д. |
| 3 | Вила-Фернандис   | Vila Fernandes           | поселок   | 271                   | 3°42′55″ ю. ш. 63°28′11″ з. д. |
| 4 | Итапеуа          | Itapeua                  | поселок   | 267                   | 4°03′30″ ю. ш. 63°01′39″ з. д. |

## Статистика
- Валовой внутренний продукт на 2004 год составляет 2 307 319 000,00 реалов (данные: Бразильский институт географии и статистики).
- Валовой внутренний продукт на душу населения на 2004 год составляет 28 644,00 реала (данные: Бразильский институт географии и статистики).

## География
Климат местности: экваториальный. В соответствии с классификацией Кёппена, климат относится к категории Am.